# 邦加尔德
邦加尔德是德国莱茵兰-普法尔茨州的一个市镇。总面积6.64平方公里，总人口241人，其中男性128人，女性113人（2011年12月31日），人口密度36人/平方公里。